# Едан Азар
Едан Мишел Азар (фр. Eden Michael Hazard; Ла Лувјер, 7. јануар 1991) бивши је белгијски фудбалер. Афирмисао се у Лилу као млади таленат, те је потом прешао у Челси у којем је одиграо седам сезона освојивши бројне трофеје. Године 2019. прешао је у Реал Мадрид за приближно 100 милиона евра што је тада било друго најскупље појачање у историји клуба, али за четири године није остварио значајан играчки успех, те је 2023. изненада одлучио да се повуче у 32. години.

## Клупска каријера

### Лил
У Лилу је одиграо 147 утакмица и постигао 36 голова, док је освојио Француску Лигу и Куп . Што се тиче индивидуалних трофеја, био је најбољи играч Лиге у сезони 2010/11 и 2011/12, као и најбољи млади играч 2008-09 и 2009/10, био је у идеалном тиму лиге 2009-10, 2010-11, 2011-12 као и 3 пута играч месеца.

### Челси
У овом клубу је одиграо 245 утакмица и постигао 85 голова. Освојио је Лигу Европе, Лига Куп и Премиер Лигу, док индивидуално има трофеје најбољег младог играча у енглеском фудбалу(2013/14) и трофеј најбољег играча Премиер Лиге (2014/15), био је у тиму сезоне 2012-13, 2013-14 и 2014-15, био је Челсијев играч сезоне 2013-14 и добио је "Браво" награду 2011.

### Реал Мадрид
7. јула 2019. године, Реал Мадрид је на својој веб страници објавио је да ће Азар потписати за клуб за сезону 2019/20. Потписао је уговор до 30. јуна 2024. године за првобитно пријављену накнаду од приближно 100 милиона евра, која би се могла попети на 146,1 милиона евра због додатних накнада. Азар је формално представљен пред 50 000 навијача 13. јуна 2019. на Сантијаго Бернабеу. Азар је постао други најскупљи играч Реал Мадрида након Гарета Бејла који је потписан за 101 милион евра 2013. године.

## Трофеји

### Клупски
Лил
- Лига 1 (1) : 2010/11.
- Куп Француске (1) : 2010/11.

Челси
- Премијер Лига (2) : 2014/15, 2016/17.[1]
- ФА куп (1) : 2017/18.[2] runner-up: 2016–17[3]
- Енглески Лига Куп (1) : 2014/15.[4] runner-up: 2018–19[5]
- Лига Европе (2) : 2012/13,,[6] 2018/19.[7]

Реал Мадрид
- Ла Лига (2) : 2019/20, 2021/22.[8]
- Куп Шпаније (1) : 2022/23.
- Суперкуп Шпаније (1) : 2021/22.
- УЕФА Лига шампиона (1) : 2021/22.
- УЕФА суперкуп (1) : 2022.

### Индивидуални
- Најбољи играч Француске Лиге : 2010-11, 2011-12
- Најбољи млади играч Француске Лиге : 2008-09, 2009-10
- Идеални тим Француске Лиге : 2009-10, 2010-11, 2011-12
- Играч месеца Француске Лиге : март 2010, март 2011, март 2012
- Најбољи млади играч у енглеском фудбалу : 2013-14
- Тим године у енглеском фудбалу : 2012-13, 2013-14, 2014-15
- Челсијев играч године : 2013-14
- Најбољи играч Енглеске Премијер Лиге: 2014-15
- Браво награда : 2011

## Статистика каријере

### Репрезентативна
Статистика до 19. новембра 2019.
| Белгија | Белгија | Белгија |
| Год.    | Наступи | Голови  |
| ------- | ------- | ------- |
| 2008    | 1       | 0       |
| 2009    | 9       | 0       |
| 2010    | 7       | 0       |
| 2011    | 8       | 1       |
| 2012    | 8       | 1       |
| 2013    | 9       | 3       |
| 2014    | 12      | 1       |
| 2015    | 9       | 6       |
| 2016    | 14      | 5       |
| 2017    | 5       | 4       |
| 2018    | 16      | 6       |
| 2019    | 8       | 5       |
| Укупно  | 106     | 32      |